# Alliance Dudelange
Alliance Dudelange – luksemburski klub piłkarski, mający swoją siedzibę w mieście Dudelange, na południu kraju.

## Historia
Chronologia nazw:
- 1916: Alliance Dudelange - po fuzji klubów Etoile Rouge 1908 Dudelange i Etoile Bleue Dudelange
- 1940: FV Rot-Schwarz Düdelingen
- 1944: Alliance Dudelange
- 1991: klub rozwiązano - po fuzji z Stade Dudelange i US Dudelange, w wyniku czego powstał F91 Dudelange

Klub piłkarski Alliance Dudelange został założony w mieście Dudelange w 1916 roku w wyniku fuzji klubów Etoile Rouge 1908 Dudelange i Etoile Bleue Dudelange. Na początku zespół grał w niższych ligach. W 1928 roku po raz pierwszy startował w drugiej dywizji. W następnych sezonach klub często zmieniał drugą lub trzecią dywizję. Klub grał w cieniu lokalnych rywali US Dudelange i Stade Dudelange, które w latach czterdziestych zdominowały ekstraklasę. 
Podczas okupacji Luksemburga przez Trzecią Rzeszę klub z niemiecką nazwą FV Rot-Schwarz Düdelingen brał udział w rozgrywkach lokalnych, zabrakło go w mistrzostwach Niemiec w Gaulige Mozeland.
W 1949 roku klub spadł z powrotem do trzeciej dywizji, ale potem wrócił, a w 1952 roku klub nawet zdobył awans do Éirendivisioun. Ponieważ debiutowy sezon zakończył na przedostatnim 11.miejscu, to musiał walczyć w barażach o utrzymanie w lidze. Jednak przegrał 2:3 z CS Tétange i spadł z powrotem do drugiej dywizji. Po jednym sezonie klub wrócił do najwyższej klasy i został uplasowany w następnym roku na 8.pozycji.
W 1957 odbyła się kolejna reorganizacja systemu lig - pierwsza liga została mianowana - Nationaldivisioun, druga - Éierepromotioun, trzecia - 1.Divisioun itd. Pomimo szóstej lokaty Nationaldivisioun w 1960 roku klub został ukarany przez Federację i zmuszony do degradacji. Następnego sezonu zdobył mistrzostwo Éierepromotioun, a w sezonie 1961/62 został wicemistrzem kraju. W tym samym sezonie wygrał również Puchar Luksemburgu i potem startował w pucharach europejskich. W 1966 klub zajął ostatnie 12.miejsce i spadł do Éierepromotioun. W 1970 roku powrócił, ale znów był zdegradowany po dwóch sezonach. W 1974 roku promowany ponownie i już występował w pierwszej klasie aż do 1979 roku. Po roku nieobecności wrócił na kolejne trzy sezony do Nationaldivisioun i znów spadł na rok do drugiej ligi. Potem jeszcze od 1984 do 1988 roku, oraz w sezonie 1989/90 klub grał w najwyższej klasie rozgrywkowej. Sezon 1990/91 zakończył na szóstej pozycji w grupie 2 drugiej dywizji, a potem połączył się z Stade Dudelange (w ostatnim sezonie grał w trzeciej dywizji) i US Dudelange (w trzeciej). W wyniku fuzji powstał nowy klub o nazwie F91 Dudelange.

## Sukcesy

### Trofea międzynarodowe
Nie uczestniczył w rozgrywkach europejskich (stan na 31-12-2016).

### Trofea krajowe
| \| \| Zdobyte trofea w rozgrywkach Luksemburga (stan na: 31-03-2017) \| |                                                                |      |                           |
| Rozgrywki                                                               | Osiągnięcie                                                    | Razy | Sezon(y)                  |
| Mistrzostwo                                                             | I miejsce                                                      | 0    |                           |
| Mistrzostwo                                                             | II miejsce                                                     | 1    | 1961/62                   |
| Mistrzostwo                                                             | III miejsce                                                    | 0    |                           |
| Puchar                                                                  | zdobywca                                                       | 2    | 1960/61, 1961/62          |
| Puchar                                                                  | finalista                                                      | 1    | 1968/69                   |
| II liga                                                                 | I miejsce                                                      | 2    | 1960/61, 1983/84          |
| II liga                                                                 | II miejsce                                                     | 3    | 1969/70, 1973/74, 1979/80 |
| II liga                                                                 | III miejsce                                                    | 0    |                           |
| Luksemburg                                                              | Zdobyte trofea w rozgrywkach Luksemburga (stan na: 31-03-2017) |      |                           |

## Stadion
Klub rozgrywał swoje mecze domowe na stadionie Stade Amadeo Barozzi w Dudelange, który może pomieścić 3000 widzów.